# Leptogaster keiseri
Leptogaster keiseri är en tvåvingeart som beskrevs av Martin 1964. Leptogaster keiseri ingår i släktet Leptogaster och familjen rovflugor.
Artens utbredningsområde är Madagaskar. Inga underarter finns listade i Catalogue of Life.